# Bartolomé Ximénez
Bartolomé Ximénez (Iniesta, Cuenca, España,  1575 - Ayora, Valencia, España, 1609) también conocido como Venerable Bartolomé Ximénez, fue un religioso Franciscano descalzo español. Fundó la Hermandad Antigua de María Santísima de la Concepción de Puebla del Salvador. Es considerado beato por la Iglesia católica.
- Datos: Q21515160